# Fedor Bucholtz
Fedor (Theodor) Bucholtz (ros. Fiodor Władimirowicz Buchgolc; ur. 29 października 1872 w Warszawie, zm. 30 kwietnia 1924 w Tartu) – mykolog i fitopatolog pochodzenia niemieckiego.

## Życiorys
Urodził się w rodzinie lekarza Woldemara Bucholtza, ordynatora szpitala w Warszawie i Hedwigi Amalii z Adelmann. W 1876 po śmierci ojca wyjechał matką do Rygi, gdzie od 1883 uczęszczał do gimnazjum miejskiego. W 1891 złożył egzamin dojrzałości i wyjechał do Moskwy, gdzie rozpoczął studia na Wydziale Botanicznym Uniwersytetu Moskiewskiego. W 1895 uzyskał tytuł kandydata nauk, a następnie odbył staż w moskiewskim Muzeum Historii Naturalnej, od 1896 przez rok uzupełniał wiedzę na Uniwersytecie w Bernie pod kierunkiem prof. Roberta Hartiga i prof. Carla von Tubeuf. W 1897 wyjechał do Monachium, gdzie poznał mykologa prof. Eduarda Fischera, a następnie do Rygi, gdzie został docentem na Wydziale Zoologicznym Politechniki Ryskiej. W 1903 uzyskał na Uniwersytecie Moskiewskim tytuł magistra botaniki, po powrocie do Rygi przez cztery lata był adiunktem. Od 1907 był zastępcą profesora, pełnił również funkcję dziekana, w 1910 uzyskał tytuł profesora nadzwyczajnego. W 1912 wyjechał do Moskwy, gdzie przedstawił pracę doktorską i uzyskał tytuł doktora botaniki. Po powrocie do Rygi otrzymał stopień profesorski, został dziekanem Wydziału Rolniczego Politechniki Ryskiej oraz wicedyrektorem Instytutu Rolniczego. Zainicjował powstanie pierwszego zespołu badawczego nad ochroną roślin bałtyckich. W 1919 otrzymał propozycję objęcia stanowiska dyrektora Ogrodu Botanicznego w Tartu, gdzie został również wykładowcą na tamtejszym uniwersytecie.
Prowadził badania nad filogenezą i systematyką grzybów, wszystkie wyniki badań i ich metodykę skatalogował. W 1930 wdowa po nim, Kławdia Aleksandrowna przekazała cały dorobek naukowy Fedora Buchholtza Uniwersytetowi w Tartu.